# Jérôme Martin
Jérôme-Michel-Francis  Martin (* La Chapelle, 10 de junio de 1941 - † 4 de diciembre de 2009) fue un sacerdote católico centroafricano, obispo de la Diócesis de Berbérati.

## Biografía
Jérôme Martin nació en La Chapelle, Francia y fue ordenado sacerdote el 29 de junio de 1967.
El Papa Juan Pablo II lo nombró Obispo de Berbérati el 3 de octubre de 1987. Su consagración episcopal la realizó Claude Feidt, Arzobispo de Chambéry (-Saint-Jean-de-Maurienne-Tarentaise), el 24 de enero de 1988.
El 17 de junio de 1991 renunció al obispado, siendo nombrado Obispo emérito. Falleció el 4 de diciembre de 2009.